# Охорона здоров'я на Мадагаскарі

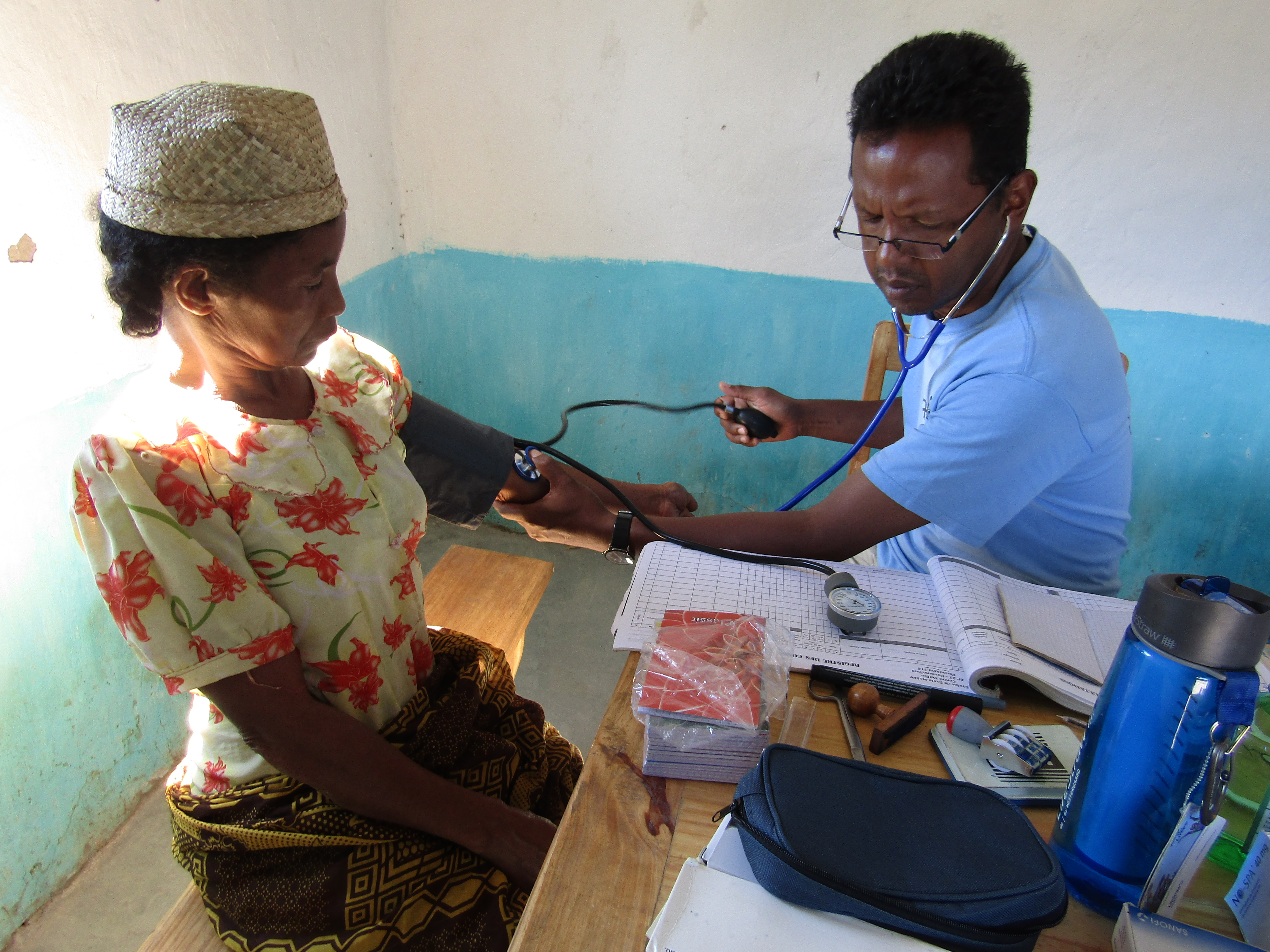
Безкоштовна консультація лікаря мобільної медичної команди.

Лікарні та невеликі медичні центри та пункти знаходяться на всьому острові Мадагаскар, хоча вони зосереджені в міських районах, особливо в Антананаріву. На додаток до високих витрат на медичну допомогу щодо середнього доходу в Мадагаскарі, поширеність навчених медичних працівників залишається надзвичайно низькою.

## Доступ до медичної допомоги
Оскільки більшість лікарень, медичних центрів та пунктів охорони здоров'я знаходяться в міських районах, доступ до медичної допомоги залишається недосяжним для багатьох. Близько 35 % населення живуть більше 10 км від медичного закладу.

## Ситуація зі здоров'ям
За останні двадцять років медичні послуги продемонстрували тенденцію до покращення. Покращений доступ до питної води, інтенсивні зусилля з попередньої ліквідації малярії, і вони розпочали кампанії з оздоровлення дітей. Вакцинація дітей проти таких захворювань, як гепатит В, дифтерія та кір, у цей період зросла в середньому на 60 %, що свідчить про низьку, але зростаючу доступність основних медичних послуг та методів лікування. Коефіцієнт народжуваності в Мадагаскарі в 2009 році становив 4,6 дитини на одну жінку, зменшившись з 6,3 у 1990 році. Рівень вагітності підлітків у 14,8 % у 2011 році, набагато вищий за середній показник в Африці, є фактором, що сприяє швидкому приросту населення. У 2010 р. Рівень материнської смертності становив 440 на 100 000 народжених, порівняно з 373,1 у 2008 р. Та 484,4 у 1990 р., Що свідчить про зниження перинатальної допомоги після перевороту 2009 р. Рівень дитячої смертності в 2011 році становив 41 на 1000 народжень, а рівень смертності до 5 років становив 61 на 1000 народжень. Шистосомоз, малярія та хвороби, що передаються статевим шляхом, поширені на Мадагаскарі, хоча рівень зараження СНІДом залишається низьким порівняно з багатьма країнами материкової Африки — лише 0,2 % дорослого населення. Рівень смертності від малярії також є одним із найнижчих в Африці — 8,5 смертей на 100 000 людей, частково через найвищу частоту використання в Африці сіток, оброблених інсектицидами. Очікувана тривалість життя дорослих у 2009 році становила 63 роки для чоловіків та 67 років для жінок.

## Гіпотрофія
Серед населення до 5 років Мадагскар переживає недоїдання. Дані за 2013 рік показують, що загальна поширеність низькорослих ростів до 5 років становить 48,9 %, що набагато вище середнього показника по країнах, що розвиваються, який становить 25 %. Надмірна вага до 5 років зменшилася з 6,2 % у 2004 році до 1,1 % у 2013 році. Національна поширеність дітей віком до 5 років становить 7,9 %, що менше середнього показника в країнах, що розвиваються, 8,9 %. З 2015 року близько 75 000 дітей до 5 років лікуються від важкого гострого недоїдання. 50 000 — це надзвичайні випадки.
Доросле населення Мадагаскару також стикається з недоліком харчування. 36,8 % мадагаскарських жінок репродуктивного віку страждають на анемію, а близько 6,3 % дорослих мадагаскарських чоловіків страждають на діабет.

## Кір
У 2018 році на острові вразила епідемія кору, заразивши понад 117 000 людей. Лише 58 % людей на головному острові були щеплені проти кору. Загинуло понад 1200 людей, в основному діти. Широко поширене недоїдання збільшило рівень летальних випадків.